# Faculté de droit de Caen
 (juin 2017).
Si vous disposez d'ouvrages ou d'articles de référence ou si vous connaissez des sites web de qualité traitant du thème abordé ici, merci de compléter l'article en donnant les références utiles à sa vérifiabilité et en les liant à la section « Notes et références ».
La faculté de droit de Caen, fondée en 1432, est actuellement une composante de l'université de Caen-Normandie, l'UFR de droit, administration économique et sociale et administration publique. 
Elle prépare ses étudiants aux études de droit privé (au niveau master : droit notarial, contentieux privé, assurances, concurrence et distribution, diplôme de juriste conseil d'entreprise (DJCE), protection des personnes vulnérables) et de droit public (contentieux des libertés fondamentales, urbanisme et développement durable et droit des administrations publiques). Plus de 2 700 étudiants y sont formés chaque année (92 % à Caen et 8 % à Alençon). Pour l'année universitaire 2023-2024, il y  3 200 inscrits.
Un collège d'excellence, administré par l’Institut des métiers du droit et de l’administration (IMDA), y a été créé en 2014.
La soixantaine d'enseignants-chercheurs de cette faculté sont membres de l'Institut Demolombe, centre de recherche de droit privé (équipe d'accueil CNRS EA 967), ou du Centre de recherches sur les évolutions du droit et les libertés fondamentales[réf. nécessaire].
Le doyen est le professeur Florent Petit (d), les vice-doyens sont Stéphane Leclerc (d) (premier assesseur) et Catherine Golhen (d).